# الدرب (ردمان)

تعديل مصدري - تعديل

الدرب هي إحدى قرى عزلة ال بقش بمديرية ردمان التابعة لمحافظة البيضاء، بلغ تعداد سكانها 142 نسمة حسب تعداد اليمن لعام 2004.